# Нортенґерське абатство (фільм, 1987)
«Нортенґерське абатство» (англ. Northanger Abbey) — екранізація для телебачення однойменного роману Джейн Остін 1817 року. Вперше вийшла на екрани на телеканалах A&E та BBC 15 лютого 1987 року. Це частина антологічної серії «Screen Two».

## Сюжет
Події фільму відбуваються в кінці 18 століття, коли Джейн Остін написала роман, хоча він був опублікований після її смерті в 1817 році. Це історія молодої дівчини Кетрін Морланд, яку друзі їхньої родини Аллени запрошують до Бату, куди вони їдуть в надії, що це допоможе містеру Аллену, у якого подагра. Кетрін (молодші брати та сестри називають її «Кеті») — 17-річна панночка, яка все життя провела в рідному селі, мандруючи лише в уяві під час читання готичних романів, дуже радіє цій поїздці. Місіс Аллен знайомить Кетрін з родиною Торпів. Вона та старша донька, Ізабелла, відразу ж відчули взаємну симпатію. Дівчат пов'язує захоплення готичними романами. Невдовзі у місті з'являються їхні брати. Джеймс (брат Кетрін) закохується в Ізабеллу, яка виявляється легковажною кокеткою. Джон (брат Ізабелли та друг Джеймса) залицяється до Кетрін, бо помилково вважає її багатою спадкоємицею.
Кетрін закохується у 26-річного священника Генрі Тілні, якого вона зустріла на танцях. Вона та сестра Генрі, Елінор, стають подругами. Кетрін проводить з ними багато часу після того, як їхній брат капітан Фредерік Тілні приїжджає до Бата. Ізабелла, дізнавшись, що її наречений Джеймс бідний, починає фліртувати з Фредеріком, що стає причиною розриву їхніх заручин. Елінор запрошує Кетрін вирушити з родиною Тілні до їхнього маєтку, абатства Нортенґер.
Кетрін з радістю приймає запрошення, вона уявляє, що абатство буде схожим на один із похмурих замків у її книгах. Спочатку генерал Тілні (батько Генрі) прихильно ставиться до дівчини, бо Джон Торп, сподіваючись одружитися з Кетрін, вихвалявся йому, що вона отримає значний спадок від Алленів. Коли генерал дізнається правду про фінансове становище Кетрін, він вже не хоче бачити її своєю гостею і дівчина змушена терміново вирушити додому. Повернувшись до рідних, Кетрін нещасна ще й через прикрий інцидент з Генрі, який змусив її розчаруватися у своїх дорогоцінних готичних романах. Однак Генрі невдовзі з’являється, щоб перепросити за негідну поведінку свого батька і освідчується Кетрін. Історія закінчується щасливо.

## У ролях
| Актор              | Персонаж                                 |
| ------------------ | ---------------------------------------- |
| Кетрін Шлесінджер  | Кетрін Морланд (англ. Catherine Morland) |
| Пітер Ферт         | Генрі Тілні (англ. Henry Tilney)         |
| Роберт Гарді       | генерал Тілні (англ. General Tilney)     |
| Ґуґі Вітерз        | місіс Аллен (англ. Mrs. Allen)           |
| Джеффрі Чейтер     | містер Аллен (англ. Mr. Allen)           |
| Кассі Стюарт       | Ізабелла Торп (англ. Isabella Thorpe)    |
| Джонатан Кой       | Джон Торп (англ. John Thorpe)            |
| Інґрід Лейсі       | Елінор Тілні (англ. Eleanor Tilney)      |
| Ґреґ Гікс          | Фредерік Тілні (англ. Frederick Tilney)  |
| Філіп Берд         | Джеймс Морланд (англ. James Morland)     |
| Елві Гейл          | місіс Торп (англ. Mrs. Thorpe)           |
| Гелен Фрейзер      | місіс Морланд (англ. Mrs. Morland)       |
| Девід Ролф         | містер Морланд (англ. Mr. Morland)       |
| Елейн Айвз-Камерон | маркіза (англ. Marchioness)              |
| Енжела Каррен      | Еліс (англ. Alice)                       |
| Тріша Морріш       | міс Діґбі (англ. Miss Digby)             |
| Олівер Гембро      | Едвард Морланд (англ. Edward Morland)    |
| Енн-Марі Маллен    | міс Торп (англ. Miss Thorpe)             |
| Мішель Артур       | міс Торп (англ. Miss Thorpe)             |
| Сара-Джейн Голм    | Дженні (англ. Jenny)                     |

## Зовнішні посилання
- Нортенґерське абатство на сайті «PBS.org»
- Нортенґерське абатство [Архівовано 10 квітня 2021 у Wayback Machine.] на сайті «Screenonline» Британського інституту кінематографії